# Список АЭС с реакторами ВВЭР
Список включает все атомные электростанции, в состав которых входят энергоблоки с реакторами ВВЭР — действующими, закончившими работу, а также строящимися и теми, чьё строительство было остановлено или отменено. Список разбит по статусу станций и странам-владельцам, в порядке от наибольшего количества станций, в случае одинакового количества — по алфавиту. Список основан на данных Международного агентства по атомной энергии.
ВВЭР — двухконтурный водо-водяной корпусной энергетический ядерный реактор с водой под давлением, одна из наиболее удачных ветвей развития ядерных энергетических установок, получившая широкое распространение в мире. Реактор был разработан в СССР параллельно с реактором РБМК.
Общее название реакторов этого типа в других странах — PWR, они являются основой мировой мирной ядерной энергетики. Первая станция с таким реактором была запущена в США в 1957 году, АЭС Шиппингпорт.
Первый советский ВВЭР (ВВЭР-210) был введен в эксплуатацию в 1964 году на первом энергоблоке Нововоронежской АЭС (см. действующие станции).
Первой зарубежной станцией с реактором ВВЭР стала введённая в работу в 1966 году АЭС Райнсберг (ГДР) (см. остановленные станции).
Создатели реакторов ВВЭР:
- научный руководитель: Курчатовский институт (г. Москва)
- разработчик: ОКБ «Гидропресс» (г. Подольск)
- изготовитель: Ижорские заводы (г. Санкт-Петербург), до начала 90-х реакторы также изготавливались заводом Атоммаш (г. Волгодонск) и компанией ŠKODA JS (Чехия)[3]

## Действующие станции
В настоящий момент в мире эксплуатируется 58 реакторов ВВЭР на 20-и атомных станциях в 11 странах. Ещё 10 реакторов выведено из эксплуатации по различным причинам. Ядерное топливо в виде тепловыделяющих сборок для всех станций поставляла и поставляет российская компания ТВЭЛ.

### Россия
| Изображение | Название            | Энергоблоки | Реакторы  | Мощность, МВт | Начало строительства | Ввод в работу | Окончание работы | Примечания |
| ----------- | ------------------- | ----------- | --------- | ------------- | -------------------- | ------------- | ---------------- | --- |
|             | Балаковская АЭС     | 1           | ВВЭР-1000 | 1000          | 1980                 | 1985          |                  | |
| 2           | Балаковская АЭС     | ВВЭР-1000   | 1000      | 1981          | 1987                 |               |                  | |
| 3           | Балаковская АЭС     | ВВЭР-1000   | 1000      | 1982          | 1988                 |               |                  | |
| 4           | Балаковская АЭС     | ВВЭР-1000   | 1000      | 1984          | 1993                 |               |                  | |
| 5           | Балаковская АЭС     | ВВЭР-1000   | 1000      | 1987          | законсервирован      |               |                  | |
| 6           | Балаковская АЭС     | ВВЭР-1000   | 1000      | 1988          | законсервирован      |               |                  | |
|             | Калининская АЭС     | 1           | ВВЭР-1000 | 1000          | 1977                 | 1984          |                  | |
| 2           | Калининская АЭС     | ВВЭР-1000   | 1000      | 1982          | 1986                 |               |                  | |
| 3           | Калининская АЭС     | ВВЭР-1000   | 1000      | 1985          | 2004                 |               |                  | |
| 4           | Калининская АЭС     | ВВЭР-1000   | 1000      | 1986          | 2011                 |               |                  | |
|             | Кольская АЭС        | 1           | ВВЭР-440  | 440           | 1970                 | 1973          |                  | |
| 2           | Кольская АЭС        | ВВЭР-440    | 440       | 1970          | 1974                 |               |                  | |
| 3           | Кольская АЭС        | ВВЭР-440    | 440       | 1977          | 1981                 |               |                  | |
| 4           | Кольская АЭС        | ВВЭР-440    | 440       | 1976          | 1984                 |               |                  | |
|             | Нововоронежская АЭС | 1           | ВВЭР-210  | 210           | 1957                 | 1964          | 1988             | На станции впервые опробовались все технические решения линейки ВВЭР, что позволило в дальнейшем серийно строить энергоблоки.                 |
| 2           | Нововоронежская АЭС | ВВЭР-365    | 365       | 1964          | 1969                 | 1990          |                  | На станции впервые опробовались все технические решения линейки ВВЭР, что позволило в дальнейшем серийно строить энергоблоки.                 |
| 3           | Нововоронежская АЭС | ВВЭР-440    | 440       | 1967          | 1971                 | 2016          |                  | На станции впервые опробовались все технические решения линейки ВВЭР, что позволило в дальнейшем серийно строить энергоблоки.                 |
| 4           | Нововоронежская АЭС | ВВЭР-440    | 440       | 1967          | 1972                 |               |                  | На станции впервые опробовались все технические решения линейки ВВЭР, что позволило в дальнейшем серийно строить энергоблоки.                 |
| 5           | Нововоронежская АЭС | ВВЭР-1000   | 1000      | 1974          | 1980                 |               |                  | На станции впервые опробовались все технические решения линейки ВВЭР, что позволило в дальнейшем серийно строить энергоблоки.                 |
| 6 (2-1)     | Нововоронежская АЭС | ВВЭР-1200   | 1200      | 2008          | 2016                 |               |                  | На станции впервые опробовались все технические решения линейки ВВЭР, что позволило в дальнейшем серийно строить энергоблоки.                 |
| 7 (2-2)     | Нововоронежская АЭС | ВВЭР-1200   | 1200      | 2009          | 2019                 |               |                  | На станции впервые опробовались все технические решения линейки ВВЭР, что позволило в дальнейшем серийно строить энергоблоки.                 |
| 8 (2-3)     | Нововоронежская АЭС | ВВЭР-1300   | 1255      | Проект        | Проект               | Проект        |                  | На станции впервые опробовались все технические решения линейки ВВЭР, что позволило в дальнейшем серийно строить энергоблоки.                 |
| 9 (2-4)     | Нововоронежская АЭС | ВВЭР-1300   | 1255      | Проект        | Проект               | Проект        |                  | На станции впервые опробовались все технические решения линейки ВВЭР, что позволило в дальнейшем серийно строить энергоблоки.                 |
|             | Ростовская АЭС      | 1           | ВВЭР-1000 | 1000          | 1981                 | 2001          |                  | Первая АЭС, введённая в строй в России после распада СССР. Крупнейший в России производитель электроэнергии. Лидер атомной энергетики страны. |
| 2           | Ростовская АЭС      | ВВЭР-1000   | 1000      | 1983          | 2010                 |               |                  | Первая АЭС, введённая в строй в России после распада СССР. Крупнейший в России производитель электроэнергии. Лидер атомной энергетики страны. |
| 3           | Ростовская АЭС      | ВВЭР-1000   | 1100      | 2009          | 2015                 |               |                  | Первая АЭС, введённая в строй в России после распада СССР. Крупнейший в России производитель электроэнергии. Лидер атомной энергетики страны. |
| 4           | Ростовская АЭС      | ВВЭР-1000   | 1100      | 2010          | 2018                 |               |                  | Первая АЭС, введённая в строй в России после распада СССР. Крупнейший в России производитель электроэнергии. Лидер атомной энергетики страны. |
|             | Ленинградская АЭС-2 | 1           | ВВЭР-1200 | 1200          | 2008                 | 2018          |                  | Станция строятся по проекту АЭС-2006 (эволюционное развитие технологии ВВЭР).                                                                 |
| 2           | Ленинградская АЭС-2 | ВВЭР-1200   | 1200      | 2010          | 2020                 |               |                  | Станция строятся по проекту АЭС-2006 (эволюционное развитие технологии ВВЭР).                                                                 |
| 3           | Ленинградская АЭС-2 | ВВЭР-1200   | 1200      |               |                      |               |                  | Станция строятся по проекту АЭС-2006 (эволюционное развитие технологии ВВЭР).                                                                 |
| 4           | Ленинградская АЭС-2 | ВВЭР-1200   | 1200      |               |                      |               |                  | Станция строятся по проекту АЭС-2006 (эволюционное развитие технологии ВВЭР).                                                                 |

### Украина
| Изображение | Название            | Энергоблоки | Реакторы  | Мощность, МВт               | Начало строительства        | Ввод в работу               | Окончание работы | Примечания                                                                      |
| ----------- | ------------------- | ----------- | --------- | --------------------------- | --------------------------- | --------------------------- | ---------------- | ------------------------------------------------------------------------------- |
|             | Запорожская АЭС     | 1           | ВВЭР-1000 | 1000                        | 1980                        | 1984                        |                  | Самая большая АЭС в Европе. Крупнейший производитель электроэнергии на Украине. |
| 2           | Запорожская АЭС     | ВВЭР-1000   | 1000      | 1981                        | 1985                        |                             |                  | Самая большая АЭС в Европе. Крупнейший производитель электроэнергии на Украине. |
| 3           | Запорожская АЭС     | ВВЭР-1000   | 1000      | 1982                        | 1986                        |                             |                  | Самая большая АЭС в Европе. Крупнейший производитель электроэнергии на Украине. |
| 4           | Запорожская АЭС     | ВВЭР-1000   | 1000      | 1983                        | 1987                        |                             |                  | Самая большая АЭС в Европе. Крупнейший производитель электроэнергии на Украине. |
| 5           | Запорожская АЭС     | ВВЭР-1000   | 1000      | 1985                        | 1989                        |                             |                  | Самая большая АЭС в Европе. Крупнейший производитель электроэнергии на Украине. |
| 6           | Запорожская АЭС     | ВВЭР-1000   | 1000      | 1986                        | 1995                        |                             |                  | Самая большая АЭС в Европе. Крупнейший производитель электроэнергии на Украине. |
|             | Ровенская АЭС       | 1           | ВВЭР-440  | 440                         | 1973                        | 1980                        |                  | Первая на Украине АЭС с реакторами ВВЭР и единственная — с ВВЭР-440.            |
| 2           | Ровенская АЭС       | ВВЭР-440    | 440       | 1973                        | 1981                        |                             |                  | Первая на Украине АЭС с реакторами ВВЭР и единственная — с ВВЭР-440.            |
| 3           | Ровенская АЭС       | ВВЭР-1000   | 1000      | 1980                        | 1986                        |                             |                  | Первая на Украине АЭС с реакторами ВВЭР и единственная — с ВВЭР-440.            |
| 4           | Ровенская АЭС       | ВВЭР-1000   | 1000      | 1986                        | 2004                        |                             |                  | Первая на Украине АЭС с реакторами ВВЭР и единственная — с ВВЭР-440.            |
| 5           | Ровенская АЭС       | ВВЭР-1000   | 1000      | строительство не начиналось | строительство не начиналось | строительство не начиналось |                  | Первая на Украине АЭС с реакторами ВВЭР и единственная — с ВВЭР-440.            |
| 6           | Ровенская АЭС       | ВВЭР-1000   | 1000      | строительство не начиналось | строительство не начиналось | строительство не начиналось |                  | Первая на Украине АЭС с реакторами ВВЭР и единственная — с ВВЭР-440.            |
|             | Хмельницкая АЭС     | 1           | ВВЭР-1000 | 1000                        | 1981                        | 1987                        |                  |                                                                                 |
| 2           | Хмельницкая АЭС     | ВВЭР-1000   | 1000      | 1985                        | 2004                        |                             |                  |                                                                                 |
| 3           | Хмельницкая АЭС     | ВВЭР-1000   | 1000      | 1986                        | строится                    |                             |                  |                                                                                 |
| 4           | Хмельницкая АЭС     | ВВЭР-1000   | 1000      | 1987                        | строится                    |                             |                  |                                                                                 |
|             | Южно-Украинская АЭС | 1           | ВВЭР-1000 | 1000                        | 1977                        | 1982                        |                  |                                                                                 |
| 2           | Южно-Украинская АЭС | ВВЭР-1000   | 1000      | 1979                        | 1985                        |                             |                  |                                                                                 |
| 3           | Южно-Украинская АЭС | ВВЭР-1000   | 1000      | 1985                        | 1989                        |                             |                  |                                                                                 |
| 4           | Южно-Украинская АЭС | ВВЭР-1000   | 1000      | 1987                        | законсервирован             |                             |                  |                                                                                 |

### Словакия
| Изображение | Название     | Энергоблоки | Реакторы | Мощность, МВт | Начало строительства | Ввод в работу | Окончание работы | Примечания                                                                                     |
| ----------- | ------------ | ----------- | -------- | ------------- | -------------------- | ------------- | ---------------- | ---------------------------------------------------------------------------------------------- |
|             | АЭС Богунице | 1           | ВВЭР-440 | 440           | 1972                 | 1978          | 2006             | Два блока было остановлено по настоянию Евросоюза. Рассматривается строительство нового блока. |
| 2           | АЭС Богунице | ВВЭР-440    | 440      | 1972          | 1980                 | 2008          |                  | Два блока было остановлено по настоянию Евросоюза. Рассматривается строительство нового блока. |
| 3           | АЭС Богунице | ВВЭР-440    | 483      | 1976          | 1984                 |               |                  | Два блока было остановлено по настоянию Евросоюза. Рассматривается строительство нового блока. |
| 4           | АЭС Богунице | ВВЭР-440    | 483      | 1976          | 1985                 |               |                  | Два блока было остановлено по настоянию Евросоюза. Рассматривается строительство нового блока. |
|             | АЭС Моховце  | 1           | ВВЭР-440 | 470           | 1983                 | 1998          |                  | В 2009 году Атомстройэкспорт возобновил достройку 3 и 4 блоков.                                |
| 2           | АЭС Моховце  | ВВЭР-440    | 470      | 1983          | 1999                 |               |                  | В 2009 году Атомстройэкспорт возобновил достройку 3 и 4 блоков.                                |
| 3           | АЭС Моховце  | ВВЭР-440    | 440      | 1985          | строится             |               |                  | В 2009 году Атомстройэкспорт возобновил достройку 3 и 4 блоков.                                |
| 4           | АЭС Моховце  | ВВЭР-440    | 440      | 1985          | строится             |               |                  | В 2009 году Атомстройэкспорт возобновил достройку 3 и 4 блоков.                                |

### Чехия
| Изображение | Название     | Энергоблоки | Реакторы  | Мощность, МВт | Начало строительства | Ввод в работу | Окончание работы | Примечания                                                                                      |
| ----------- | ------------ | ----------- | --------- | ------------- | -------------------- | ------------- | ---------------- | ----------------------------------------------------------------------------------------------- |
|             | АЭС Дукованы | 1           | ВВЭР-440  | 456           | 1979                 | 1985          |                  |                                                                                                 |
| 2           | АЭС Дукованы | ВВЭР-440    | 456       | 1979          | 1986                 |               |                  |                                                                                                 |
| 3           | АЭС Дукованы | ВВЭР-440    | 498       | 1979          | 1986                 |               |                  |                                                                                                 |
| 4           | АЭС Дукованы | ВВЭР-440    | 456       | 1979          | 1987                 |               |                  |                                                                                                 |
|             | АЭС Темелин  | 1           | ВВЭР-1000 | 1013          | 1987                 | 2000          |                  | Крупнейший в Чехии производитель электроэнергии. Открыт тендер на достройку 3 и 4 энергоблоков. |
| 2           | АЭС Темелин  | ВВЭР-1000   | 1013      | 1987          | 2002                 |               |                  | Крупнейший в Чехии производитель электроэнергии. Открыт тендер на достройку 3 и 4 энергоблоков. |
| 3           | АЭС Темелин  | ВВЭР-1000   | 1000      | 1985          | отменён              |               |                  | Крупнейший в Чехии производитель электроэнергии. Открыт тендер на достройку 3 и 4 энергоблоков. |
| 4           | АЭС Темелин  | ВВЭР-1000   | 1000      | 1985          | отменён              |               |                  | Крупнейший в Чехии производитель электроэнергии. Открыт тендер на достройку 3 и 4 энергоблоков. |

### Армения
| Изображение | Название      | Энергоблоки | Реакторы | Мощность, МВт               | Начало строительства        | Ввод в работу               | Окончание работы | Примечания |
| ----------- | ------------- | ----------- | -------- | --------------------------- | --------------------------- | --------------------------- | ---------------- | --- |
|             | Армянская АЭС | 1           | ВВЭР-440 | 408                         | 1969                        | 1976                        | 1989             | После землетрясения в 1989 году станция была остановлена. В 1995 году блок 2 был восстановлен, вырабатывает более 40 % энергии Армении. В планах строительство нового блока. |
| 2           | Армянская АЭС | ВВЭР-440    | 408      | 1975                        | 1980                        |                             |                  | После землетрясения в 1989 году станция была остановлена. В 1995 году блок 2 был восстановлен, вырабатывает более 40 % энергии Армении. В планах строительство нового блока. |
| 3           | Армянская АЭС | ВВЭР-440    | 440      | строительство не начиналось | строительство не начиналось | строительство не начиналось |                  | После землетрясения в 1989 году станция была остановлена. В 1995 году блок 2 был восстановлен, вырабатывает более 40 % энергии Армении. В планах строительство нового блока. |
| 4           | Армянская АЭС | ВВЭР-440    | 440      | строительство не начиналось | строительство не начиналось | строительство не начиналось |                  | После землетрясения в 1989 году станция была остановлена. В 1995 году блок 2 был восстановлен, вырабатывает более 40 % энергии Армении. В планах строительство нового блока. |

### Болгария
| Изображение | Название     | Энергоблоки | Реакторы | Мощность, МВт | Начало строительства | Ввод в работу | Окончание работы | Примечания |
| ----------- | ------------ | ----------- | -------- | ------------- | -------------------- | ------------- | ---------------- | --- |
|             | АЭС Козлодуй | 1           | ВВЭР-440 | 440           | 1970                 | 1974          | 2002             | Четыре блока ВВЭР-440 были остановлены так как не соответствовали требованию безопасности ЕС. В планах строительство нового блока. |
| 2           | АЭС Козлодуй | ВВЭР-440    | 440      | 1970          | 1975                 | 2002          |                  | Четыре блока ВВЭР-440 были остановлены так как не соответствовали требованию безопасности ЕС. В планах строительство нового блока. |
| 3           | АЭС Козлодуй | ВВЭР-440    | 440      | 1973          | 1980                 | 2006          |                  | Четыре блока ВВЭР-440 были остановлены так как не соответствовали требованию безопасности ЕС. В планах строительство нового блока. |
| 4           | АЭС Козлодуй | ВВЭР-440    | 440      | 1973          | 1982                 | 2006          |                  | Четыре блока ВВЭР-440 были остановлены так как не соответствовали требованию безопасности ЕС. В планах строительство нового блока. |
| 5           | АЭС Козлодуй | ВВЭР-1000   | 1000     | 1980          | 1987                 |               |                  | Четыре блока ВВЭР-440 были остановлены так как не соответствовали требованию безопасности ЕС. В планах строительство нового блока. |
| 6           | АЭС Козлодуй | ВВЭР-1000   | 1000     | 1982          | 1991                 |               |                  | Четыре блока ВВЭР-440 были остановлены так как не соответствовали требованию безопасности ЕС. В планах строительство нового блока. |

### Венгрия
| Изображение | Название | Энергоблоки | Реакторы | Мощность, МВт | Начало строительства | Ввод в работу | Окончание работы | Примечания                                                                               |
| ----------- | -------- | ----------- | -------- | ------------- | -------------------- | ------------- | ---------------- | ---------------------------------------------------------------------------------------- |
|             | АЭС Пакш | 1           | ВВЭР-440 | 500           | 1974                 | 1982          |                  | Первая европейская АЭС типового проекта с ВВЭР-440. Часть оборудования сделана в Европе. |
| 2           | АЭС Пакш | ВВЭР-440    | 470      | 1974          | 1984                 |               |                  | Первая европейская АЭС типового проекта с ВВЭР-440. Часть оборудования сделана в Европе. |
| 3           | АЭС Пакш | ВВЭР-440    | 470      | 1979          | 1986                 |               |                  | Первая европейская АЭС типового проекта с ВВЭР-440. Часть оборудования сделана в Европе. |
| 4           | АЭС Пакш | ВВЭР-440    | 500      | 1979          | 1987                 |               |                  | Первая европейская АЭС типового проекта с ВВЭР-440. Часть оборудования сделана в Европе. |
| 5           | АЭС Пакш | ВВЭР-1200   | 1200     |               |                      |               |                  |                                                                                          |
| 6           | АЭС Пакш | ВВЭР-1200   | 1200     |               |                      |               |                  |                                                                                          |

### Индия
| Изображение | Название       | Энергоблоки | Реакторы  | Мощность, МВт | Начало строительства | Ввод в работу | Окончание работы | Примечания                                                                                               |
| ----------- | -------------- | ----------- | --------- | ------------- | -------------------- | ------------- | ---------------- | --- |
|             | АЭС Куданкулам | 1           | ВВЭР-1000 | 1000          | 2002                 | 2013          |                  | Долгое строительство связно с тем, что индийцы самостоятельно проводили строительные и монтажные работы. |
| 2           | АЭС Куданкулам | ВВЭР-1000   | 1000      | 2002          | 2016                 |               |                  | Долгое строительство связно с тем, что индийцы самостоятельно проводили строительные и монтажные работы. |
| 3           | АЭС Куданкулам | ВВЭР-1000   | 1000      | 2017          |                      |               |                  | Долгое строительство связно с тем, что индийцы самостоятельно проводили строительные и монтажные работы. |
| 4           | АЭС Куданкулам | ВВЭР-1000   | 1000      | 2017          |                      |               |                  | Долгое строительство связно с тем, что индийцы самостоятельно проводили строительные и монтажные работы. |
| 5           | АЭС Куданкулам | ВВЭР-1000   | 1000      | 2021          |                      |               |                  | Долгое строительство связно с тем, что индийцы самостоятельно проводили строительные и монтажные работы. |
| 6           | АЭС Куданкулам | ВВЭР-1000   | 1000      | 2021          |                      |               |                  | Долгое строительство связно с тем, что индийцы самостоятельно проводили строительные и монтажные работы. |

### Иран
| Изображение | Название  | Энергоблоки | Реакторы  | Мощность, МВт | Начало строительства | Ввод в работу | Окончание работы | Примечания |
| ----------- | --------- | ----------- | --------- | ------------- | -------------------- | ------------- | ---------------- | --- |
|             | АЭС Бушер | 1           | ВВЭР-1000 | 1000          | 1975                 | 2011          |                  | Строительство вёл KWU с 1975 по 1980 год (остановлено из-за санкций против Ирана после революции). С 1998 года достраивалась Россией. Из-за поставленных Ираном технически сложных условий (использование немецких сооружений и оборудования), станция строилась длительное время. |
| 2           | АЭС Бушер | ВВЭР-1000   | 1000      | 2019          |                      |               |                  | Строительство вёл KWU с 1975 по 1980 год (остановлено из-за санкций против Ирана после революции). С 1998 года достраивалась Россией. Из-за поставленных Ираном технически сложных условий (использование немецких сооружений и оборудования), станция строилась длительное время. |
| 3           | АЭС Бушер | ВВЭР-1000   | 1000      |               |                      |               |                  | Строительство вёл KWU с 1975 по 1980 год (остановлено из-за санкций против Ирана после революции). С 1998 года достраивалась Россией. Из-за поставленных Ираном технически сложных условий (использование немецких сооружений и оборудования), станция строилась длительное время. |

### Китай
| Изображение | Название         | Энергоблоки | Реакторы  | Мощность, МВт | Начало строительства | Ввод в работу | Окончание работы | Примечания |
| ----------- | ---------------- | ----------- | --------- | ------------- | -------------------- | ------------- | ---------------- | --- |
|             | Тяньваньская АЭС | 1           | ВВЭР-1000 | 1000          | 1999                 | 2006          |                  | Первая станция с ВВЭР, построенная с нуля за рубежом после распада СССР. Начато строительство ещё двух блоков. |
| 2           | Тяньваньская АЭС | ВВЭР-1000   | 1000      | 2000          | 2007                 |               |                  | Первая станция с ВВЭР, построенная с нуля за рубежом после распада СССР. Начато строительство ещё двух блоков. |
| 3           | Тяньваньская АЭС | ВВЭР-1000   | 1000      | 2012          | 2017                 |               |                  | Первая станция с ВВЭР, построенная с нуля за рубежом после распада СССР. Начато строительство ещё двух блоков. |
| 4           | Тяньваньская АЭС | ВВЭР-1000   | 1000      | 2013          | 2018                 |               |                  | Первая станция с ВВЭР, построенная с нуля за рубежом после распада СССР. Начато строительство ещё двух блоков. |
| 7           | Тяньваньская АЭС | ВВЭР-1200   | 1200      | 2021          |                      |               |                  | Первая станция с ВВЭР, построенная с нуля за рубежом после распада СССР. Начато строительство ещё двух блоков. |
| 8           | Тяньваньская АЭС | ВВЭР-1200   | 1200      | 2022          |                      |               |                  | Первая станция с ВВЭР, построенная с нуля за рубежом после распада СССР. Начато строительство ещё двух блоков. |

### Финляндия
| Изображение | Название    | Энергоблоки | Реакторы | Мощность, МВт | Начало строительства | Ввод в работу | Окончание работы | Примечания                                                                         |
| ----------- | ----------- | ----------- | -------- | ------------- | -------------------- | ------------- | ---------------- | ---------------------------------------------------------------------------------- |
|             | АЭС Ловииза | 1           | ВВЭР-440 | 510           | 1971                 | 1977          |                  | Постоянно серьёзно модернизируется. Считается одной из самых эффективных АЭС мира. |
| 2           | АЭС Ловииза | ВВЭР-440    | 510      | 1972          | 1980                 |               |                  | Постоянно серьёзно модернизируется. Считается одной из самых эффективных АЭС мира. |

### Белоруссия
| Изображение | Название        | Энергоблоки | Реакторы  | Мощность, МВт | Начало строительства | Ввод в работу | Окончание работы | Примечания |
| ----------- | --------------- | ----------- | --------- | ------------- | -------------------- | ------------- | ---------------- | ---------- |
|             | Белорусская АЭС | 1           | ВВЭР-1200 | 1194          | 2014                 | 2021          |                  |            |
| 2           | Белорусская АЭС | ВВЭР-1200   | 1194      | 2014          | 2022                 |               |                  |            |

## Строящиеся станции
Сооружение станций с ВВЭР в России ведётся в связи с федеральной целевой программой по развитию ядерной энергетики. Кроме того, реализуются проекты в нескольких странах мира, при этом ВВЭР является единственной экспортной технологией России в области ядерной энергетики.

### Россия
| Изображение | Название      | Энергоблоки | Реакторы  | Мощность, МВт | Начало строительства | Примечания |
| ----------- | ------------- | ----------- | --------- | ------------- | -------------------- | --- |
|             | Курская АЭС-2 | 1           | ВВЭР-1300 | 1255          | 2018                 | Курская АЭС-2 — по проекту ВВЭР-ТОИ — разработка типового проекта энергоблока на базе оптимизированных технических решений проекта АЭС-2006. |
| 2           | Курская АЭС-2 | ВВЭР-1300   | 1255      | 2019          |                      | Курская АЭС-2 — по проекту ВВЭР-ТОИ — разработка типового проекта энергоблока на базе оптимизированных технических решений проекта АЭС-2006. |
| 3           | Курская АЭС-2 | ВВЭР-1300   | 1255      | проект        |                      | Курская АЭС-2 — по проекту ВВЭР-ТОИ — разработка типового проекта энергоблока на базе оптимизированных технических решений проекта АЭС-2006. |
| 4           | Курская АЭС-2 | ВВЭР-1300   | 1255      | проект        |                      | Курская АЭС-2 — по проекту ВВЭР-ТОИ — разработка типового проекта энергоблока на базе оптимизированных технических решений проекта АЭС-2006. |

### Бангладеш
| Изображение | Название   | Энергоблоки | Реакторы  | Мощность, МВт | Начало строительства | Примечания |
| ----------- | ---------- | ----------- | --------- | ------------- | -------------------- | ---------- |
|             | АЭС Руппур | 1           | ВВЭР-1200 | 1200          | 2017                 |            |
| 2           | АЭС Руппур | ВВЭР-1200   | 1200      | 2018          |                      |            |

### Турция
| Изображение | Название  | Энергоблоки | Реакторы  | Мощность, МВт | Начало строительства | Примечания |
| ----------- | --------- | ----------- | --------- | ------------- | -------------------- | ---------- |
|             | АЭС Аккую | 1           | ВВЭР-1200 | 1200          | 2018                 |            |
| 2           | АЭС Аккую | ВВЭР-1200   | 1200      | 2020          |                      |            |
| 3           | АЭС Аккую | ВВЭР-1200   | 1200      | 2021          |                      |            |
| 4           | АЭС Аккую | ВВЭР-1200   | 1200      | проект        |                      |            |

### Египет
| Изображение | Название      | Энергоблоки   | Реакторы      | Мощность, МВт | Начало строительства | Примечания |
| ----------- | ------------- | ------------- | ------------- | ------------- | -------------------- | ---------- |
|             | АЭС Эль-Дабаа | 1             | ВВЭР-1200/529 | 1200          | 2022                 |            |
| 2           | АЭС Эль-Дабаа | ВВЭР-1200/529 | 1200          | 2022          |                      |            |
| 3           | АЭС Эль-Дабаа | ВВЭР-1200/529 | 1200          | 2023          |                      |            |
| 4           | АЭС Эль-Дабаа | ВВЭР-1200/529 | 1200          | 2024          |                      |            |

## Остановленные станции
В настоящее время лишь Германия полностью отказалась от АЭС с реакторами ВВЭР.

### Германия
| Изображение | Название        | Энергоблоки | Реакторы | Мощность, МВт | Начало строительства           | Ввод в работу                  | Окончание работы | Примечания |
| ----------- | --------------- | ----------- | -------- | ------------- | ------------------------------ | ------------------------------ | ---------------- | --- |
|             | АЭС Грайфсвальд | 1           | ВВЭР-440 | 440           | 1970                           | 1973                           | 1990             | Станция была закрыта по политическим причинам. При этом блок-5 проработал 7 месяцев, а полностью готовый блок-6 не стали пускать. |
| 2           | АЭС Грайфсвальд | ВВЭР-440    | 440      | 1970          | 1974                           | 1990                           |                  | Станция была закрыта по политическим причинам. При этом блок-5 проработал 7 месяцев, а полностью готовый блок-6 не стали пускать. |
| 3           | АЭС Грайфсвальд | ВВЭР-440    | 440      | 1972          | 1977                           | 1990                           |                  | Станция была закрыта по политическим причинам. При этом блок-5 проработал 7 месяцев, а полностью готовый блок-6 не стали пускать. |
| 4           | АЭС Грайфсвальд | ВВЭР-440    | 440      | 1972          | 1979                           | 1990                           |                  | Станция была закрыта по политическим причинам. При этом блок-5 проработал 7 месяцев, а полностью готовый блок-6 не стали пускать. |
| 5           | АЭС Грайфсвальд | ВВЭР-440    | 440      | 1976          | 1989                           | 1989                           |                  | Станция была закрыта по политическим причинам. При этом блок-5 проработал 7 месяцев, а полностью готовый блок-6 не стали пускать. |
| 6           | АЭС Грайфсвальд | ВВЭР-440    | 440      | 1976          | не введён в эксплуатацию       | не введён в эксплуатацию       |                  | Станция была закрыта по политическим причинам. При этом блок-5 проработал 7 месяцев, а полностью готовый блок-6 не стали пускать. |
| 7           | АЭС Грайфсвальд | ВВЭР-440    | 440      | 1978          | строительство остановлено 1990 | строительство остановлено 1990 |                  | Станция была закрыта по политическим причинам. При этом блок-5 проработал 7 месяцев, а полностью готовый блок-6 не стали пускать. |
| 8           | АЭС Грайфсвальд | ВВЭР-440    | 440      | 1978          | строительство остановлено 1990 | строительство остановлено 1990 |                  | Станция была закрыта по политическим причинам. При этом блок-5 проработал 7 месяцев, а полностью готовый блок-6 не стали пускать. |
|             | АЭС Райнсберг   | 1           | ВВЭР-210 | 70            | 1960                           | 1966                           | 1990             | Первая АЭС, сооружённая СССР за рубежом, при этом первая АЭС в ГДР.                                                               |

## Остановленные строительства
После распада СССР в связи серьёзнейшими экономическими и политическими изменениями в России и других странах строительство многих АЭС было остановлено. Единственной станцией, запущенной впоследствии стала Ростовская АЭС.

### Россия
| Изображение | Название       | Энергоблоки | Реакторы  | Мощность, МВт               | Начало строительства        | Строительство остановлено | Примечания                                                                             |
| ----------- | -------------- | ----------- | --------- | --------------------------- | --------------------------- | ------------------------- | -------------------------------------------------------------------------------------- |
|             | Балтийская АЭС | 1           | ВВЭР-1200 | 1194                        | 2012                        | 2014                      | Строительство остановлено и впоследствии заморожено.                                   |
| 2           | Балтийская АЭС | ВВЭР-1200   | 1194      | проект                      |                             |                           | Строительство остановлено и впоследствии заморожено.                                   |
|             | Башкирская АЭС | 1           | ВВЭР-1000 | 1000                        | 1983                        | 1990                      | Строительство было законсервировано. В далёкой перспективе возможна достройка станций. |
| 2           | Башкирская АЭС | ВВЭР-1000   | 1000      | 1983                        | 1990                        |                           | Строительство было законсервировано. В далёкой перспективе возможна достройка станций. |
| 3           | Башкирская АЭС | ВВЭР-1000   | 1000      | шла подготовка              | шла подготовка              |                           | Строительство было законсервировано. В далёкой перспективе возможна достройка станций. |
| 4           | Башкирская АЭС | ВВЭР-1000   | 1000      | строительство не начиналось | строительство не начиналось |                           | Строительство было законсервировано. В далёкой перспективе возможна достройка станций. |
|             | Татарская АЭС  | 1           | ВВЭР-1000 | 1000                        | 1987                        | 1990                      | Строительство было законсервировано. В далёкой перспективе возможна достройка станций. |
| 2           | Татарская АЭС  | ВВЭР-1000   | 1000      | 1988                        | 1990                        |                           | Строительство было законсервировано. В далёкой перспективе возможна достройка станций. |
| 3           | Татарская АЭС  | ВВЭР-1000   | 1000      | строительство не начиналось | строительство не начиналось |                           | Строительство было законсервировано. В далёкой перспективе возможна достройка станций. |
| 4           | Татарская АЭС  | ВВЭР-1000   | 1000      | строительство не начиналось | строительство не начиналось |                           | Строительство было законсервировано. В далёкой перспективе возможна достройка станций. |
|             | Крымская АЭС   | 1           | ВВЭР-1000 | 1000                        | 1982                        | 1989                      |                                                                                        |
| 2           | Крымская АЭС   | ВВЭР-1000   | 1000      | 1983                        | 1989                        |                           |                                                                                        |
| 3           | Крымская АЭС   | ВВЭР-1000   | 1000      | строительство не начиналось | строительство не начиналось |                           |                                                                                        |
| 4           | Крымская АЭС   | ВВЭР-1000   | 1000      | строительство не начиналось | строительство не начиналось |                           |                                                                                        |

### Белоруссия
| Изображение | Название     | Энергоблоки | Реакторы  | Мощность, МВт | Начало строительства | Строительство остановлено | Примечания |
| ----------- | ------------ | ----------- | --------- | ------------- | -------------------- | ------------------------- | --- |
|             | Минская АТЭЦ | 1           | ВВЭР-1000 | 940           | 1983                 | 1987                      | В связи с аварией на Чернобыльской АЭС строительство было прекращено. В дальнейшем переоборудована в ТЭЦ, сейчас Минская ТЭЦ-5. |
| 2           | Минская АТЭЦ | ВВЭР-1000   | 940       | 1983          | 1987                 |                           | В связи с аварией на Чернобыльской АЭС строительство было прекращено. В дальнейшем переоборудована в ТЭЦ, сейчас Минская ТЭЦ-5. |

### Болгария
| Изображение | Название   | Энергоблоки | Реакторы  | Мощность, МВт | Начало строительства | Строительство остановлено | Примечания |
| ----------- | ---------- | ----------- | --------- | ------------- | -------------------- | ------------------------- | --- |
|             | АЭС Белене | 1           | ВВЭР-1000 | 1000          | 1987                 | 2012                      | В 1990 году по экономическим и политическим причинам строительство было остановлено. Возобновлено в 2005 году, но по тем же причинам было окончательно остановлено в 2012 году. |
| 2           | АЭС Белене | ВВЭР-1000   | 1000      | 1987          | 2012                 |                           | В 1990 году по экономическим и политическим причинам строительство было остановлено. Возобновлено в 2005 году, но по тем же причинам было окончательно остановлено в 2012 году. |

### Германия
| Изображение | Название     | Энергоблоки | Реакторы  | Мощность, МВт               | Начало строительства        | Строительство остановлено | Примечания                                                                                      |
| ----------- | ------------ | ----------- | --------- | --------------------------- | --------------------------- | ------------------------- | ----------------------------------------------------------------------------------------------- |
|             | АЭС Штендаль | 1           | ВВЭР-1000 | 1000                        | 1982                        | 1991                      | К моменту отмены строительства из четырёх планировавшихся блоков два было в готовности 30-50 %. |
| 2           | АЭС Штендаль | ВВЭР-1000   | 1000      | 1984                        | 1991                        |                           | К моменту отмены строительства из четырёх планировавшихся блоков два было в готовности 30-50 %. |
| 3           | АЭС Штендаль | ВВЭР-1000   | 1000      | строительство не начиналось | строительство не начиналось |                           | К моменту отмены строительства из четырёх планировавшихся блоков два было в готовности 30-50 %. |
| 4           | АЭС Штендаль | ВВЭР-1000   | 1000      | строительство не начиналось | строительство не начиналось |                           | К моменту отмены строительства из четырёх планировавшихся блоков два было в готовности 30-50 %. |

### Куба
| Изображение | Название    | Энергоблоки | Реакторы | Мощность, МВт               | Начало строительства        | Строительство остановлено | Примечания |
| ----------- | ----------- | ----------- | -------- | --------------------------- | --------------------------- | ------------------------- | --- |
|             | АЭС Хурагуа | 1           | ВВЭР-440 | 440                         | 1983                        | 1992                      | 1-й энергоблок был практически готов, за исключением АСУ ТП, которую должен был монтировать Siemens, но по экономическим причинам пуск так и не смогли осуществить. |
| 2           | АЭС Хурагуа | ВВЭР-440    | 440      | 1985                        | 1992                        |                           | 1-й энергоблок был практически готов, за исключением АСУ ТП, которую должен был монтировать Siemens, но по экономическим причинам пуск так и не смогли осуществить. |
| 3           | АЭС Хурагуа | ВВЭР-440    | 440      | строительство не начиналось | строительство не начиналось |                           | 1-й энергоблок был практически готов, за исключением АСУ ТП, которую должен был монтировать Siemens, но по экономическим причинам пуск так и не смогли осуществить. |
| 4           | АЭС Хурагуа | ВВЭР-440    | 440      | строительство не начиналось | строительство не начиналось |                           | 1-й энергоблок был практически готов, за исключением АСУ ТП, которую должен был монтировать Siemens, но по экономическим причинам пуск так и не смогли осуществить. |

### Польша
| Изображение | Название     | Энергоблоки | Реакторы | Мощность, МВт  | Начало строительства | Строительство остановлено | Примечания |
| ----------- | ------------ | ----------- | -------- | -------------- | -------------------- | ------------------------- | --- |
|             | АЭС Жарновец | 1           | ВВЭР-440 | 465            | 1983                 | 1990                      | К моменту остановки строительства по политическим мотивам готовность блоков составляла 37-40 %, инфраструктуры станции — 85 %. |
| 2           | АЭС Жарновец | ВВЭР-440    | 465      | 1983           | 1990                 |                           | К моменту остановки строительства по политическим мотивам готовность блоков составляла 37-40 %, инфраструктуры станции — 85 %. |
| 3           | АЭС Жарновец | ВВЭР-440    | 465      | шла подготовка | шла подготовка       |                           | К моменту остановки строительства по политическим мотивам готовность блоков составляла 37-40 %, инфраструктуры станции — 85 %. |
| 4           | АЭС Жарновец | ВВЭР-440    | 465      | шла подготовка | шла подготовка       |                           | К моменту остановки строительства по политическим мотивам готовность блоков составляла 37-40 %, инфраструктуры станции — 85 %. |

## Отменённые проекты
Кроме остановки строительства станций, в начале 90-х были отменены проекты АЭС, к возведению энергоблоков которых шла активная подготовка, готовилась инфраструктура, строились вспомогательные сооружения. К ним относятся:
- Волгоградская АТЭЦ (2 блока ВВЭР-1000)
- Краснодарская АЭС (1 блок ВВЭР-1000)
- Одесская АТЭЦ (2 блока ВВЭР-1000)
- Харьковская АТЭЦ (2 блока ВВЭР-1000)
- Чигиринская АЭС (ГРЭС) (4 блока ВВЭР-1000)
- Азербайджанская АЭС (1 блок ВВЭР-1000)
- Грузинская АЭС (1 блок ВВЭР-1000)
- АЭС Варта (4 блока ВВЭР-1000)
- АЭС Синпхо (4 блока ВВЭР-440/ВВЭР-640) — работы были прекращены в 1991 году из-за отказа северо-корейской стороны оплачивать уже выполненные работы[37]
- АЭС Сирт (2 блока ВВЭР-440)[38][39] — работы были прекращены в 1984 году на стадии обоснования площадки и разработки проекта из-за разногласий сторон[40][41]